# Christof Düro
Christof Johannes Düro (* 30. November 1963 in Trier) ist ein deutscher Theater- und Filmschauspieler.

## Leben
Düro erhielt seine Ausbildung an der Schauspielschule Genzmer in Wiesbaden und der Schauspielschule Mainz (Theaterwerkstatt). Diese hat er als erste Schauspielschule in Rheinland-Pfalz mitgegründet; sie ist heute die einzige, staatlich genehmigte und anerkannte Schauspielschule in Mainz.
Christof Düros Theaterarbeit umfasst unter anderem Engagements am Unterhaus Mainz, den Mainzer Kammerspielen, dem Theater der Stadt Heidelberg, der Badischen Landesbühne Bruchsal, dem Landestheater Hannover und dem Maxim-Gorki-Theater in Berlin.
Seit 1989 ist er aktiver Improvisationschauspieler. Er ist festes Ensemblemitglied bei „Turbine William wie die Birne“ sowie ständiger Gast bei Theatersport Berlin und dem Harlekin Theater in Tübingen. Er unterrichtet regelmäßig Improvisation und ist Gastdozent an der IFS, Internationale Filmschule Köln sowie an der Hochschule für Musik und Darstellende Kunst Frankfurt am Main. Darüber hinaus ist er als Berater und Coach tätig und gründete 2011 seine eigene Agentur in Berlin.
Seit 1993 ist er regelmäßig in deutschen Film- und Kinoproduktionen zu sehen. So spielte er 1995 den Penner in Oskar Röhlers Film Gentlemen. 1995 war er neben Dominic Raacke und Sophie Rois in dem Film Der kalte Finger als Howard zu sehen. Dem folgten unter anderen Arbeiten mit den Regisseuren: Vivian Naefe, Kaspar Heidelbach, Uli Möller, Markus Imboden, Anno Saul, Alain Gsponer, Hannu Salonen, Roland Suso Richter und Dennis Gansel. Er war unter anderem in Kinofilmen neben Mads Mikkelsen, Daniel Brühl und Moritz Bleibtreu zu sehen.

## Filmografie (Auswahl)
- 1993: Tödliches Netz – Regie: Vivian Naefe
- 1994: Imken, Anna und Maria – Regie: Gunther Scholz
- 1995: Gentleman – Regie: Oskar Röhler
- 1995: Polizeiruf 110: Im Netz – Regie: Rodica Doehnert
- 1995: Der kalte Finger – Regie: Ralf Huettner
- 1995: Abbuzze! Der Badesalz-Film – Regie: Roland Willaert
- 1999: Balko: Der Wolf jagt die Meute – Regie: Uli Möller
- 2003: Löwenzahn: Peter und das Biest vom Bärensee – Regie: Hannes Spring
- 2004: Spiele der Macht – 11011 Berlin – Regie: Markus Imboden
- 2006–2007: Ein Fall für zwei (2 Folgen) – Regie: Uli Möller, Michael Zens
- 2007: Deadline – Jede Sekunde zählt: Nacht ohne Morgen – Regie: Thorsten Schmidt
- 2008: Die Tür – Regie: Anno Saul
- 2008: Lila, Lila – Regie: Alain Gsponer
- 2009: Die Grenze – Regie: Roland Suso Richter
- 2010: Paparazzo – Regie: Timo Quistorff
- 2011: Die vierte Macht – Regie: Dennis Gansel
- 2012: SOKO Wismar: Ente kross – Regie: Käthe Niemeyer
- 2012: Verbotene Liebe
- 2013: Der Kriminalist: Der Sobottka Clan – Regie: Hannu Salonen
- 2013: Heiter bis tödlich: Hauptstadtrevier: Offene Rechnungen – Regie: Michael Wenning
- 2013: Reiff für die Insel: Katharina und der ganz große Fisch – Regie: Anno Saul
- 2014: Rendezvous (Kurzfilm)
- 2014: Küstenwache – Regie: Tobias Stille
- 2014: Die Spiegel-Affäre – Regie: Roland Suso Richter
- 2015: Blochin – Die Lebenden und die Toten – Regie: Matthias Glasner
- 2015: Im Namen meines Sohnes – Regie: Damir Lukačević
- 2017: Letzte Spur Berlin: Sheriff – Regie: Christoph Stark
- 2018: Der Kriminalist: Zuhause – Regie: Grzegorz Muskala
- 2019: Alle in einem Boot – Produktion und Regie: Christof Düro/Tobias Stille